# Reddalskanalen
58°18′48.11″N 8°32′7.71″Ø / 58.3133639°N 8.5354750°Ø
Reddalskanalen er en kanal i Grimstad som forbinder Landvikvannet og Reddalsvannet med havet. Kanalen består af  to dele, den første mellem havet (Skagerrak, Bufjorden) og Landvikvannet, og den anden mellem Landvikvannet og Reddalsvannet. 
Kanalen blev anlagt i 1877 for at skaffe mere dyrkningsjord til bygderne. Udgravningen kostede den gang 83.600 kroner og 130 hektar dyrkbar jord blev indvundet. Kanalen er tre kilometer mellem havet og Landvikvannet, og 300 meter mellem Landvikvannet og Reddalsvannet. Anlægget af kanalen medførte at Reddalsvannet blev 2,5 til 3 meter lavere , og Landviksvannet blev 2 meter lavere. De nye arealer blev tildelt de 84 bønder som havde jord i området, men de måtte betale for det. Det var staten og kommunerne Grimstad og Landvik som stod for omkostningerne. Fra 1881 til 1885 gik dampbåden «Tryg» i rute mellem Grimstad og Reddal gennem kanalen.
I dag er kanalen et meget brugt udflugtssted for småbåde, og dette medførte efterhånden en mærkbar slitage. Kanalen er derfor blevet genopbygget og  tilbageført til sin oprindelige stand, på en del af strækningen med kanter af   natursten, og genåbnede i 2004. 
I Kulturmindeåret 1997 blev Reddalskanalen valgt til Grimstad kommunes førende kulturminde, hvilket er markeret med informationstavle ved indsejlingen fra Strandfjorden. Her står også møllestenene efter den gamle mølle som en gang stod ved fossen her.